# Fränzi Aufdenblatten
Fränzi Aufdenblatten, de son nom complet Franziska Christine Aufdenblatten, est une skieuse alpine suisse née le 10 février 1981 à Zermatt. Elle est championne du monde juniors de descente en 2000 puis de slalom géant en 2001. Spécialiste de la descente et du super G, elle participe à 236 courses de Coupe du monde entre 2000 et 2014. Elle compte quatre podiums dont une victoire.

## Biographie
Fränzi Aufdenblatten naît le 10 février 1981 à Zermatt, dans le canton du Valais. Elle participe à des courses FIS dès décembre 1996 puis à ses premiers Championnats du monde juniors en mars 1997. Elle participe à des courses de Coupe d'Europe en février 1998. Elle se fait remarquer en 1999 quand elle est cinquième de la descente des Championnats du monde junior de Pra Loup (France) puis troisième des Championnats suisses, également en descente. Aufdenblatten remporte la descente des Championnats du monde juniors 2000 à Mont Sainte-Anne, au Canada. Elle participe à sa première épreuve de Coupe du monde le 11 mars 2000 lors du slalom géant de Sestrières (Italie) mais elle ne termine pas la course. Elle est à nouveau championne du monde junior de descente en 2001, à Verbier dans son canton d'origine. En 2001, elle obtient également sa maturité à l'école sportive d'Engelberg.
Le 11 mars 2001, Aufdenblatten marque ces premiers points en Coupe du monde en terminant vingtième du slalom géant d'Åre (Suède). Après avoir gagné deux courses de Coupe du monde au début de la saison 2001-2002, elle entre dans le top 10 en Coupe du monde avec une sixième place au slalom géant de Berchtesgaden (Allemagne) puis une cinquième place à celui d'Åre. Elle participe à ses premiers Championnats du monde en 2003 à Saint-Moritz (Suisse), où elle est quinzième du super G et du combiné. Elle monte pour la première fois sur le podium en Coupe du monde le en terminant troisième de la descente de Haus im Ennstal (Autriche). C'est à la fin de cette saison qu'elle est la mieux placée au classement général de la Coupe du monde, avec un dix-huitième rang. Aufdenblatten entre une fois dans le top 10 en Coupe du monde en 2004-2005. Elle est troisième de la descente de Bad Kleinkirchheim (Autriche) en janvier 2006. Avec six top 10, elle termine cinquième du classement de la descente de la Coupe du monde 2005-2006. Elle est notamment douzième de la descente des Jeux olympiques d'hiver de 2006 à Turin (Italie). En 2007, elle réalise le meilleur résultat de sa carrière aux Championnats du monde avec une quatorzième place en descente. Elle est une fois quatrième et deux fois cinquième en Coupe du monde pendant la saison 2007-2008 puis une fois cinquième en mars 2009.
Le 20 décembre 2009, Aufdenblatten remporte la seule course de Coupe du monde de sa carrière lors du super-G de Val-d'Isère (France) devant sa compatriote Nadia Styger. Lors du slalom géant de Cortina d'Ampezzo (Italie) le 24 janvier 2010, elle chute et se blesse aux ligaments du genou droit. Elle doit arrêter sa saison et déclarer forfait pour les Jeux olympiques de Vancouver (Canada). Après une saison 2010-2011 sans top 10 en Coupe du monde, elle est une fois quatrième en janvier 2012. Son meilleur résultat est une sixième place en 2012-2013.
Fränzi Aufdenblatten réalise le meilleur résultat olympique de sa carrière avec une sixième place lors du super G des Jeux de Sotchi en Russie. Elle annonce en février 2014, lors d'une conférence de presse en marge des courses de Crans-Montana dans son canton, qu'elle prendra sa retraite sportive à la fin de la saison. Le 12 mars 2014, lors de sa 236e et dernière course de Coupe du monde, elle termine troisième de la descente de Lenzerheide. C'est le quatrième podium de sa carrière en Coupe du monde.

## Palmarès

### Jeux olympiques d'hiver
| Épreuve / Édition      | Descente | Super G | Slalom géant    | Combiné      |
| JO 2002 Salt Lake City | —        | —       | N'a pas terminé | —            |
| JO 2006 Turin          | 12e      | 17e     | 16e             | Non partante |
| JO 2014 Sotchi         | —        | 6e      | —               | —            |

Légende :
- — : Fränzi Aufdenblatten n'a pas participé à cette épreuve

### Championnats du monde
| Épreuve / Édition          | Descente | Super G         | Slalom géant | Combiné |
| -------------------------- | -------- | --------------- | ------------ | ------- |
| Mondiaux 2003 Saint-Moritz | —        | 15e             | DNS2         | 15e     |
| Mondiaux 2005 Bormio       | 15e      | 18e             | 26e          | 18e     |
| Mondiaux 2007 Åre          | 14e      | 19e             | 19e          | —       |
| Mondiaux 2009 Val-d'Isère  | —        | N'a pas terminé | —            | —       |
| Mondiaux 2013 Schladming   | —        | 19e             | —            | —       |

| Épreuve / Édition                                    | Descente | Super G         | Slalom géant | Slalom |
| ---------------------------------------------------- | -------- | --------------- | ------------ | ------ |
| Mondiaux 1997 Schladming                             | —        | —               | 41e          | —      |
| Mondiaux 1999 Pra Loup/Le Sauze                      | 5e       | 10e             | 7e           | 39e    |
| Mondiaux 2000 Mont Sainte-Anne/Stoneham/Lac-Beauport | Or       | 10e             | 6e           | 7e     |
| Mondiaux 2001 Verbier                                | 6e       | N'a pas terminé | Or           | 30e    |

### Coupe du monde
- Meilleur classement général : 18e en 2004.
- Meilleur classement en descente : 5e en 2006.
- Quatre podiums dont une victoire :
  - Troisième de la descente de Haus im Ennstal (Autriche) en 2004.
  - Troisième de la descente de Bad Kleinkirchheim (Autriche) en 2006.
  - Première du super G de Val-d'Isère (France) en 2010.
  - Troisième de la descente de Lenzerheide (Suisse) en 2014.

#### Différents classements
| Année/Classement | Année/Classement | Descente | Descente | Super G | Super G | Slalom géant | Slalom géant | Combiné | Combiné | Général | Général |
| Année/Classement | Année/Classement | Rang     | Points   | Rang    | Points  | Rang         | Points       | Rang    | Points  | Rang    | Points  |
| ---------------- | ---------------- | -------- | -------- | ------- | ------- | ------------ | ------------ | ------- | ------- | ------- | ------- |
| 2002             | 2002             | —        | —        | —       | —       | 21e          | 109          | —       | —       | 61e     | 109     |
| 2003             | 2003             | —        | —        | 24e     | 59      | 30e          | 57           | —       | —       | 54e     | 116     |
| 2004             | 2004             | 11e      | 200      | 24e     | 76      | 16e          | 120          | —       | —       | 18e     | 396     |
| 2005             | 2005             | 22e      | 67       | 31e     | 44      | 38e          | 20           | —       | —       | 51e     | 131     |
| 2006             | 2006             | 5e       | 272      | 28e     | 68      | 34e          | 33           | 29e     | 10      | 21e     | 383     |
| 2007             | 2007             | 17e      | 164      | 13e     | 137     | 43e          | 11           | —       | —       | 24e     | 312     |
| 2008             | 2008             | 14e      | 160      | 18e     | 111     | —            | —            | 34e     | 9       | 30e     | 280     |
| 2009             | 2009             | 22e      | 81       | 9e      | 190     | —            | —            | 31e     | 17      | 26e     | 288     |
| 2010             | 2010             | 22e      | 86       | 18e     | 113     | —            | —            | —       | —       | 34e     | 199     |
| 2011             | 2011             | 26e      | 66       | 26e     | 61      | —            | —            | —       | —       | 49e     | 127     |
| 2012             | 2012             | 24e      | 78       | 12e     | 135     | —            | —            | —       | —       | 37e     | 213     |
| 2013             | 2013             | 20e      | 121      | 17e     | 98      | —            | —            | —       | —       | 36e     | 219     |
| 2014             | 2014             | 12e      | 164      | 31e     | 34      | —            | —            | —       | —       | 37e     | 198     |

### Autres
- Trois podiums dont deux premières places en Coupe d'Europe.
- Douze podiums dont six premières places aux Championnats du Suisse.